# Leptomantispa pulchella
Leptomantispa pulchella is een insect uit de familie van de Mantispidae, die tot de orde netvleugeligen (Neuroptera) behoort. 
Leptomantispa pulchella is voor het eerst wetenschappelijk beschreven door Banks in 1912.